# هرقلة (بيزنطة)
تقع مدينة هرقلة بالقرب من مدينة ايريجلى في محافظة قونية التركية، يطلق عليها اسم سايبيسترا وكان لها أهمية في العصر الهلنستي بسبب موقعها بالقرب من الطريق المؤدي إلى بوابات قيليقية. تكمن أهميتها الاستراتيجية في وقوعها على طريق الجيوش، وقد سيطر عليها المسلمون خلال  الحملة على آسيا الصغرى بقيادة الخليفة هارون الرشيد في عام 806 وابنه المأمون في عام 832. تقع على بعد ثلاث ساعات إلى الشمال منها تمثال من  الحضارة الحيثية لحيوان وشق يمثل على الأغلب ملك مدينة تيانا المجاورة وهو يعبد آلهة، ويعتبر هذا التمثال أول تمثال حثي تم اكتشافه في العصر الحديث في أوائل القرن الثامن عشر بواسطة السويدي أوتير مبعوث لويس الرابع عشر.